# Kolonia Lisewo
Kolonia Lisewo – wieś w Polsce położona w województwie wielkopolskim, w powiecie wrzesińskim, w gminie Pyzdry. Miejscowość wchodzi w skład sołectwa Ciemierów-Kolonia.
W latach 1975–1998 miejscowość administracyjnie należała do województwa konińskiego.
We wsi zaniedbane pozostałości cmentarza ewangelickiego.